# Anuttarayoga tantra
L'Anuttarayoga tantra (tantra du yoga suprême) est une catégorie de textes du bouddhisme, la plus haute des quatre divisions des tantras du bouddhisme vajrayāna . Ils se divisent eux-mêmes en deux groupes : 
- Yogottaratantras (union supérieure), encore appelés upāya tantras (tantras des moyens habiles) ou tantras pères, produits à partir du VIIIe siècle. Les déités principales sont Akshobhya et sa parèdre, généralement décrits en yab yum ; on y préconise des conduites allant à l’encontre des conventions. Un exemple est le Guhyasamāja Tantra.
- Prajñatantra (tantra de sagesse), yoginitantra, dakinitantra ou tantras mères, produits à partir de la fin du VIIIe siècle. Akshobhya y apparait le plus souvent sous sa forme courroucée Heruka ; les déités féminines y sont nombreuses. ex. : Samvara Tantra (VIIIe siècle) et Hevajra Tantra (Xe siècle). Le Dalaï-lama en parle dans son ouvrage: Le Monde du bouddhisme tibétain.